# Бруно Ортелано
Бруно Доминикс Ортелано Роиг (шп. Bruno Dominix Hortelano Roig; Вулонгонг, 18. септембар 1991) шпански је атлетичар, чија је специјалност трчање на 100 и 200 метара.

## Спортска биографија
Бруно Ортелано је рођен у Аустралији, али има шпанско држављанство, јер су његови родитељи Шпанци али су отишли из Шпаније због потребе посла, као научници специјализовани за молекуларну микробиологију. Након што се породица преселила у Канаду 1992. године, Ортелано је одрастао у Берлингтону (Онтарио). Његово интересовање за спорт варирало је од теквонда, фудбала и у средњој школи, америчког фудбала. Био је члан Атлетског клуба Берлингтон и у средњој школи такмичио се у трчању најпре на 100 метара, а касније на 110 метара са препонама. После завршене Више католичке школе у Берлингтону, Ортелано уписује Корнелски универзитет и такмичи се за универзитетски клуб.
Ортелано представља Шпанију на Светском првенству 2013. у Москви у трци на 200 метара. У полуфиналу обара шпански рекорд на 20,47 али се није пласирао у финале. На Европском првенству 2016. освојио је златну медаљу постављањем новог шпанског рекорда од 20,39 у полуфиналу. Касније у 2016, на Олимпијским играма у Рију, Ортелано поново поправља свој национални рекорд на 200 м, временом од 20,12, али није успео да се пласира у финале.
Дана 5. септембра 2016. Ортелано је претрпео „катастрофалну повреду руке” у саобраћајној несрећи у Мадриду, али се очекује да ће се потпуно опоравити.

## Значајнији резултати
| Година              | Такмичење                   | Локација               | Место               | Дисциплина          | Резултат            | Детаљи              |
| Представљао Шпанију | Представљао Шпанију         | Представљао Шпанију    | Представљао Шпанију | Представљао Шпанију | Представљао Шпанију | Представљао Шпанију |
| ------------------- | --------------------------- | ---------------------- | ------------------- | ------------------- | ------------------- | ------------------- |
| 2010.               | Светско првентво У-20       | Монктон, Канада        | 21.                 | 200 м               | 21,511              |                     |
| 2011.               | Европско првенство У-23     | Острава Чешка          | 16.                 | 100 м               | 10,74               |                     |
| 2012.               | Европско првенство          | Хелсинки, Финска       | 18.                 | 200 м               | 21,35               |                     |
| 2012.               | Европско првенство          | Хелсинки, Финска       | 9.                  | 4 х 100 м           | 39,81               |                     |
| 2013.               | Европско првенство У-23     | Тампере, Финска        | 5.                  | 200 м               | 20,70               |                     |
| 2013.               | Европско првенство У-23     | Тампере, Финска        |                     | 4 х 100 м           | 38,87               |                     |
| 2013.               | Европско првенство У-23     | Тампере, Финска        | 5.                  | 4 х 400 м           | 3:05,28             |                     |
| 2013.               | Светско првенство           | Москва, Русија         | 16.                 | 200 м               | 20,55               |                     |
| 2013.               | Светско првенство           | Москва, Русија         | 9.                  | 4 х 100 м           | 38,46               |                     |
| 2016.               | Светско првенство у дворани | Портланд, САД          | 15.                 | 60 м                | 6.63                |                     |
| 2016.               | Ибероамеричко првенство     | Рио де Женеиро, Бразил | 2.                  | 200 м               | 20,48               |                     |
| 2016.               | Ибероамеричко првенство     | Рио де Женеиро, Бразил | 4.                  | 4 х 100 м           | 39,28               |                     |
| 2016.               | Европско првенство          | Амстердам, Холандија   | 4.                  | 100 м               | 10,12               |                     |
| 2016.               | Европско првенство          | Амстердам, Холандија   |                     | 200 м               | 20,45               |                     |
| 2016.               | Олимпијске игре             | Рио де Женеиро, Бразил | 10.                 | 200 м               | 20,12               | [ 2 ]               |
| 2018.               | Европско првенство          | Берлин, Немачка        | 4.                  | 200 м               | 20,05               |                     |
| 2018.               | Европско првенство          | Берлин, Немачка        |                     | 4 х 400 м           | 3:00,78             |                     |

1 Није стартовао у полуфиналу.

## Лични рекорди
На отвореном
- 100 м — 10,06 (+1,0 м/сек; Мадрид, 2016) НР
- 200 м — 20,12 (Рио де Женеиро, 2016) НР
- 400 м — 46,22 (Свортмор, 2015)

У дворани
- 100 м — 6,63 (Портланд, 2016)
- 200 м — 20,75 (Албукерки, 2014) НР
- 400 м — 47,04 (Хановер, 2014)